# Intendencia de Burgos

Escudo de España en 1785.

La intendencia de Burgos fue el antecedente histórico de la actual provincia de Burgos.
Al frente de un determinado territorio se encuentra el intendente, funcionario de origen francés, introducido en España y en la América hispana por los Borbones.

## Características
El conde de Floridablanca el 22 de marzo de 1785 solicitaba de todos los intendentes una puntual relación de todas las jurisdicciones inferiores y lugares de su intendencia tanto de realengo como de señorío. Estos datos fueron publicados en 1789, recogiendo todos lo núcleos de población de cualquier categoría con indicación de su situación jurisdiccional, como son provincia, intendencia, partido, corregimiento, alcaldía mayor, gobierno político, gobierno militar, realengo, órdenes, abadengo y señorío. Es el conocido como Censo de Floridablanca.

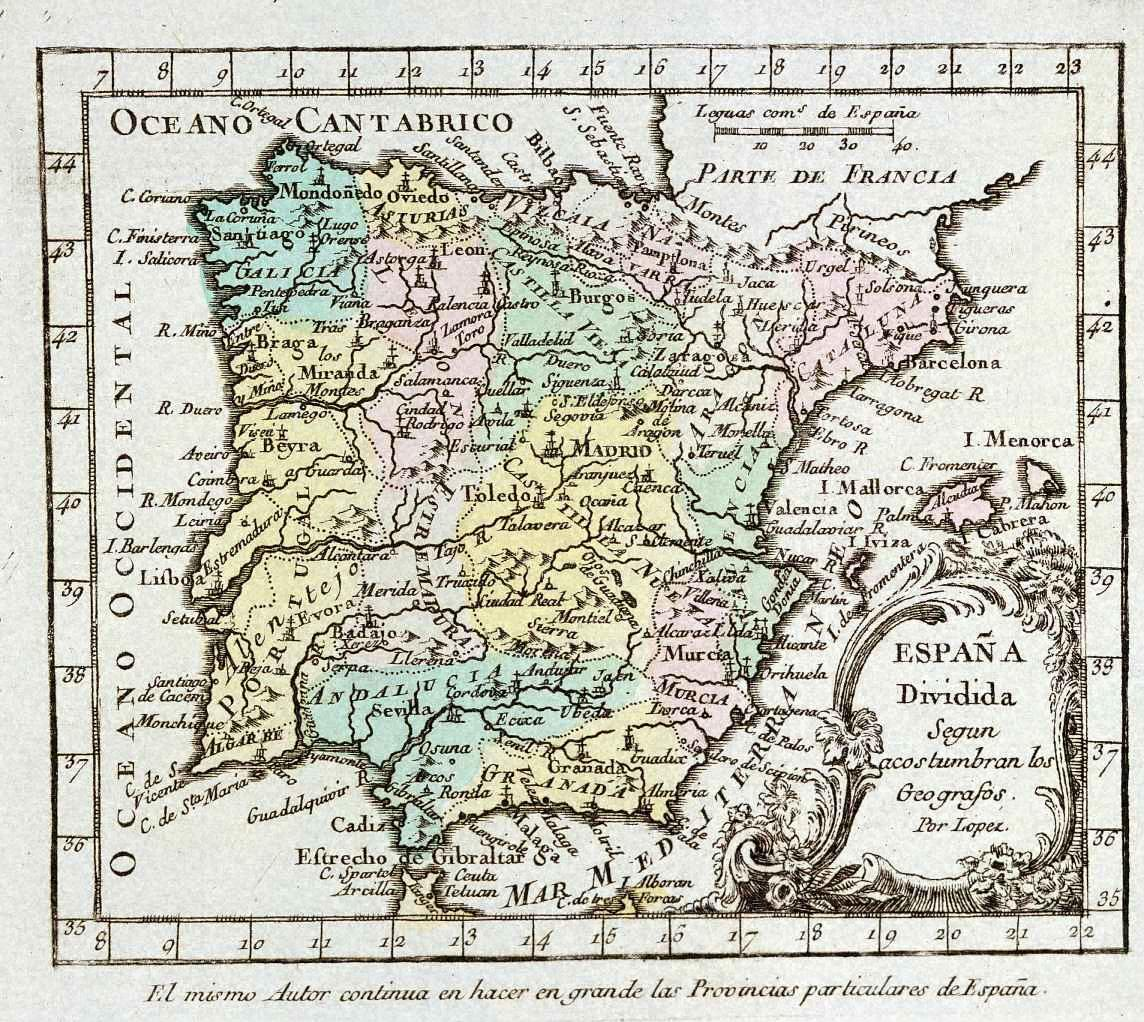
Atlas geográfico del Reyno de España e Islas adyacentes con una breve descripción de sus Provincias / Dispuesto para la utilidad pública por D. Tomás López.

## Interés
Esta información fue válida hasta la publicación por Sebastián de Miñano y Bedoya del Diccionario geográfico y estadístico de España y Portugal (1826-1829) compuesto por 11 volúmenes y considerado el más importante hasta la llegada del de Pascual Madoz.

## Espacio geográfico
La extensión territorial de la intendencia de Burgos, era de 21.507 km², distribuidos entre las actuales provincias de:

## División en partidos
Comprendía los partidos de:
- Burgos
- Bureba
- Can de Muñó
- Castilla la Vieja en Burgos
- Castilla la Vieja en Laredo
- Castrojeriz
- Miranda de Ebro
- Villadiego

Escudo de Armas de la ciudad de Logroño.

Escudo de Armas de la ciudad de Miranda de Ebro.

- Corregimiento de las Merindades de Castilla la Vieja
- Aranda
- Laredo
- Merindad de Trasmiera
- Provincia de Liébana
- Valles de Asturias de Santillana
- Logroño
- Santo Domingo de la Calzada